# Christoph Meiners
 (août 2022).
Si vous disposez d'ouvrages ou d'articles de référence ou si vous connaissez des sites web de qualité traitant du thème abordé ici, merci de compléter l'article en donnant les références utiles à sa vérifiabilité et en les liant à la section « Notes et références ».
Christoph Meiners (né le 31 juillet 1747 à Hemmoor (Basse-Saxe) et mort le 1er mai 1810 à Göttingen (Basse-Saxe, royaume de Westphalie)) est un philosophe et naturaliste allemand qui s'est spécialisé dans l'anthropologie.

## Biographie
Comme plusieurs philosophes de son temps, Christoph Meiners a défendu la théorie du polygénisme. Auteur en 1785 d'une Esquisse d’une histoire de l’humanité (Grundriß der Geschichte der Menschheit ), il classe les hommes en deux grands groupes : les « Caucasiens », beaux (de carnation claire), vertueux, robustes et intelligents, - et les « Mongoloïdes », laids (de couleur de peau foncée), portés au mal, faibles et stupides.
À ce titre, il est considéré par la pensée nazie comme un grand précurseur.

## Publications
- Revision der Philosophie, 1772, anonyme.
- Versuch über die Religionsgeschichte der ältesten Völker, besonders der Egyptier, Göttingen 1775.
- « Histoire de l'origine, des progrès et de la décadence des sciences dans la Grèce. » (Geschichte des Ursprungs, Fortgangs und Verfalls der Wissenschaften in Griechenland und Rom), 1781, trad. en fr. par J.-Ch. Laveaux(1795), 5 volumes.
- « Recherches historiques sur le luxe chez les Athéniens » (Geschichte des Luxus der Athenienser von den ältesten Zeiten an bis auf den Tod Philipps von Makedonien, 1782), trad. fr. 1823.
- Grundriß der Geschichte der Menschheit. 1785 ().
- Beschreibung Alter Denkmäler in Allen Theilen Der Erde, 1786.
- Grundriß der Geschichte der Weltweisheit, Verlag der Meyerschen Buchhandlung, Lemgo, 1786
- Grundriß der Theorie und Geschichte der schönen Wissenschafften. 1787 ().
- « Sur le magnétisme animal » (Ueber den thierischen Magnetismus, 1788).
- Geschichte des weiblichen Geschlechts, 1788–1800. (tome 1)
- Anweisungen für Jünglinge zum eigenen Arbeiten[,] besonders zum Lesen, Excerpiren, und Schreiben, Helwing, Hannover, 1789.
- Ueber die Natur der afrikanischen Neger (und die davon abhängige Befreyung, oder Einschränkung der Schwarzen), 1790. (Réimpression éditée, postfacée par Frank Schäfer : Werhahn Verlag, Hannover, 2000,  (ISBN 978-3-93232-402-4)).
- Aus Briefen über die Schweiz. Reisen im Sommer 1782 und 1788, 1791.
- « Histoire de la décadence des mœurs chez les Romains et de ses effets dans les derniers tems de la République » (1794), traduite de l'allemand par René Binet
- Historische Vergleichung der Sitten, und Verfassungen, der Gesetze, und Gewerbe, des Handels, und der Religion, Wissenschaften, und Lehranstalten des Mittelalters mit denen unseres Jahrhunderts in Rücksicht auf die Vortheile, und Nachtheile der Aufklärung, 3 tomes, Helwing, Hannover, 1793–1794.
- Leben Ulrichs von Hutten, 1797.
- Lebensbeschreibungen berühmter Männer aus den Zeiten der Wiederherstellung der Wissenschaften, 1797, 3 tomes.
- Allgemeine kritische Geschichte der ältern und neuern Ethik oder Lebenswissenschaft nebst einer Untersuchung der Fragen: Gibt es dann auch wirklich eine Wissenschaft des Lebens? Wie sollte ihr Inhalt, wie ihre Methode beschaffen seyn?, 2 tomes, Dieterich, Göttingen 1800–1801 (2e tome sous le titre : Allgemeine kritische Geschichte der Ethik oder Lebenswissenschaft ; ).
- Beschreibung einer Reise nach Stuttgart und Strasburg im Herbste 1801, 1803.
- Allgemeine und kritische Geschichte der Religionen, 2 tomes, Hannover, 1806–1807.
- Untersuchungen über die Verschiedenheiten der Menschennaturen, 3 tomes, Cotta, Tübingen 1811–1815 (tome 1, tome 2, tome 3).